# Petrophytum hendersonii
Petrophytum hendersonii là loài thực vật có hoa trong họ Hoa hồng. Loài này được (Canby) Rydb. miêu tả khoa học đầu tiên năm 1908.